# National Board of Review Awards 1995
La 67ª edizione dei National Board of Review Awards si è tenuta il 26 febbraio 1996.

## Classifiche

### Migliori dieci film
- La dea dell'amore (Mightly Aphrodite), regia di Woody Allen
- Via da Las Vegas (Leaving Las Vegas), regia di Mike Figgis
- Braveheart - Cuore impavido (Braveheart), regia di Mel Gibson
- Carrington, regia di Christopher Hampton
- Apollo 13, regia di Ron Howard
- Ragione e sentimento (Sense and Sensibility), regia di Ang Lee
- Persuasione (Persuasion), regia di Roger Michell
- Il presidente - Una storia d'amore (The American President), regia di Rob Reiner
- I soliti sospetti (The Usual Suspects), regia di Bryan Singer
- Smoke, regia di Wayne Wang

## Premi
- Miglior film: Ragione e sentimento (Sense and Sensibility), regia di Ang Lee
- Miglior film straniero: Shanghai Triad - La triade di Shangai (Yao a yao yao dao waipo qiao), regia di Zhang Yimou
- Miglior documentario: Crumb, regia di Terry Zwigoff
- Miglior attore: Nicolas Cage (Via da Las Vegas)
- Miglior attrice: Emma Thompson (Ragione e sentimento)
- Miglior attore non protagonista: Kevin Spacey (I soliti sospetti e Seven)
- Miglior attrice non protagonista: Mira Sorvino (La dea dell'amore)
- Miglior cast: I soliti sospetti (The Usual Suspects), regia di Bryan Singer
- Miglior performance rivelazione femminile: Alicia Silverstone (Ragazze a Beverly Hills)
- Miglior regista: Ang Lee (Ragione e sentimento)
- Miglior sceneggiatura: Emma Thompson (Ragione e sentimento)
- Miglior film realizzato per la tv via cavo: The Boys of St. Vincent, regia di John N. Smith
- Premio alla carriera nella sceneggiatura: Betty Comden e Adolph Green
- Premio alla carriera: James Earl Jones
- Premio Billy Wilder per l'eccellenza nella regia: Stanley Donen
- Riconoscimento speciale per il filmmaking: Mel Gibson (Braveheart - Cuore impavido)
- Riconoscimento per la libertà d'espressione: Zhang Yimou